# Tongue-in-cheek
Tongue-in-cheek (literalmente, "língua na bochecha") é uma figura de linguagem em inglês usada para designar que uma declaração ou outra comunicação pública é feita de forma humorística, ou seja, não deve ser considerada realista nem séria, e não deve ser tomada literalmente. A expressão facial normalmente indica que se está brincando ou fazendo um esforço mental. Dantes poderia ser usada também para indicar desrespeito, mas já não é comum essa acepção da expressão.
Em 1842, a expressão tinha já adquirido o seu significado atual, significando que uma declaração "tongue-in-cheek" não foi feita para ser levada a sério. Os primeiros usos da frase foram de Sir Walter Scott em seu The Fair Maid of Perth de 1828.

## História
Colocar a língua em uma bochecha antigamente era usado para significar desprezo. Por exemplo, em The Adventures of Roderick Random, de Tobias Smollett, que foi publicado em 1748, o herói homônimo pretende tomar uma carruagem para Bath e encontra um ladrão de estrada. Isso provoca uma briga com um passageiro menos corajoso:
| “ | He looked back and pronounced with a faltering voice, 'O! 'tis very well—damn my blood! I shall find a time.' I signified my contempt of him by thrusting my tongue in my cheek, which humbled him so much, that he scarce swore another oath aloud during the whole journey. | ” |

Ele olhou para trás e pronunciou com uma voz vacilante: 'Ó! fizeste muito bem em condenar o meu sangue! Vou encontrar um tempo'. Demonstrei o meu desprezo por ele colocando a língua na bochecha, o que o deixou tão humilde que ele mal fez outro juramento em voz alta durante toda a viagem.
Um uso similar aparece em The Fair Maid of Perth de Sir Walter Scott:
O sujeito que fez essa saudação fez pouco caso de alguns canalhas como ele.
O sentido irônico mais moderno aparece no poema de 1842, "The Ingoldsby Legends", em que um francês inspeciona um relógio e grita:
 'Superbe! Magnifique!' 

(com a língua em sua bochecha)
O uso irônico se origina com a ideia de língua reprimida — de uma alegria em roer para evitar uma explosão de gargalhadas.